# Lester Holmes
Lester Holmes (Tylertown, 27 settembre 1969) è un ex giocatore di football americano statunitense che ha militato nel ruolo di offensive guard nella National Football League (NFL).

## Biografia
Dopo avere giocato a football al college alla Jackson State University, Holmes fu scelto come 19º assoluto nel Draft NFL 1993 dai Philadelphia Eagles. Vi giocò fino al 1996, dopo di che trascorse una stagione con gli Oakland Raiders. Nel 1998 firmò con gli Arizona Cardinals. Nell'agosto 1999. Holmes, assieme ai compagni Carl Simpson e Ernest Dye, fu coinvolto in un grave incidente stradale che pose fine alla carriera di Dye, il giocatore che era stato scelto immediatamente prima di lui nel Draft 1993.

## Statistiche
| Partite             | 102 |
| Partite da titolare | 94  |